# Тушканчик
Тушканчик (Pygeretmus) — рід ссавців з родини стрибакових (Dipodidae) надряду гризуни (Glires). Одна з поширених назв найвідомішого виду цього роду — «тарбаганчик» (Pygeretmus pumilio), якого нерідко виокремлюють у рід Alactagulus.

## Систематика

### Родинні групи
Pygeretmus (тушканчик) — один з 5 родів підродини Allactaginae (тушканові), і близькими до нього родами є Allactaga та Allactodipus.
Підродина Allactaginae
рід Allactaga — тушкан (2 види)
рід Allactodipus (1 вид)
рід Orientallactaga (3 види)
рід Pygeretmus — тушканчик (3 види)
рід Scarturus (8 видів)

### Види роду
рід Pygeretmus представлений у сучасній фауні світу трьома видами:
- Pygeretmus platyurus
- Pygeretmus pumilio — тушканчик малий, або «тарбаганчик» (мапа ареалу: )
- Pygeretmus zhitkovi

## Відомості стосовно України
Існують вказівки про колишнє поширення роду Pygeretmus в Україні Зокрема, повідомляється про знахідки виду наприкінці XIX ст. Зокрема, «В Україні рід (як „Alactagulus“) відомий у викопному стані з плейстоцену (Топачевский, Скорик, 1977; Рековец, 1994) і на підставі згадок дослідників із середини і кінця XIX ст. для Криму і Слобожанщини (Дулицкий, 2001).»